# BMX racing féminin aux Jeux olympiques d'été de 2024
Cet article traite de l'épreuve féminine. Pour la compétition masculine, voir BMX racing masculin aux Jeux olympiques d'été de 2024.
Navigation
Tokyo 2020 Los Angeles 2028
Le BMX racing féminin, épreuve de BMX des Jeux olympiques d'été de 2024, a lieu les 1er et 2 août 2024 au stade BMX du vélodrome national de Saint-Quentin-en-Yvelines. 

## Médaillées
| Or                    | Argent               | Bronze              |
| Saya Sakakibara (AUS) | Manon Veenstra (NED) | Zoé Claessens (SUI) |

## Présentation

### Lieu de la compétition

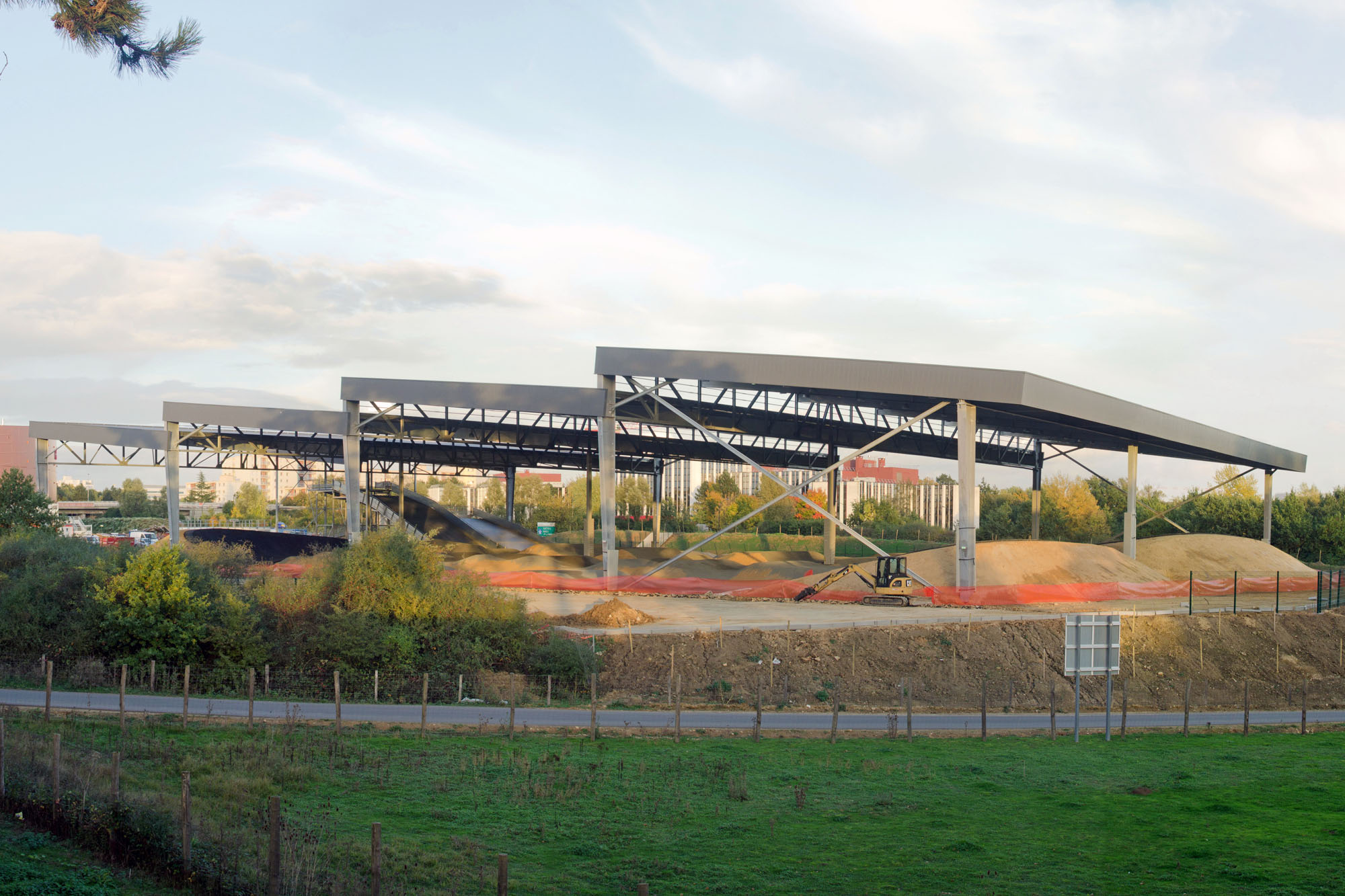
Stade de BMX

La piste de BMX racing se trouve au stade BMX de Saint-Quentin-en-Yvelines, dans l'enceinte du vélodrome national de Saint-Quentin-en-Yvelines, à l'ouest de Paris, à 37 km du village olympique.
L'ensemble est entièrement couvert et peut accueillir, pour les Jeux, jusque 3 000 spectateurs.

### Programme
| Date            | Horaire | Manche           |
| --------------- | ------- | ---------------- |
| Jeudi 1er août  | 20 h 00 | Quarts de finale |
| Jeudi 1er août  | 21 h 00 | Repêchages       |
| Vendredi 2 août | 20 h 00 | Demi-finales     |
| Vendredi 2 août | 21 h 00 | Finale           |

### Format
La compétition se déroule sous la forme d'un tournoi en plusieurs tours : quarts de finale, repêchages, demi-finales, finale. À chaque manche, les cyclistes effectuent un parcours de 400 mètres avec des sauts et des virages relevés. Le format est le suivant : 
- Quarts de finale : chaque coureuse participe à trois séries, la composition des manches changeant à chaque fois. La première manche est mise en place selon le classement mondial. Les deux manches suivantes sont mises en place sur la base des résultats précédents et du temps réalisé. Un classement global est calculé en additionnant les placements obtenus (la vainqueur remporte 1 point, 2 points pour la 2e, etc). Les 12 meilleures des quarts de finale (celles avec le moins de points) se qualifient directement pour les demi-finales. Les 8 coureuses occupant les positions 13 à 20 se disputent les quatre places restantes en demi-finale lors d'une manche unique de repêchage.
- Demi-finales : c'est le même système que précédemment à ceci près qu'il y a 2 séries de 8 coureuses et toujours trois manches au programme. Les 8 meilleures accèdent à la finale, les 8 autres sont éliminées.
- Finale : 1 finale de 8 coureuses. Il n'y a qu'une seule manche.

## Résultats détaillés

### Finale
| Rang                                | Cycliste         | Pays            | Temps     |
| ----------------------------------- | ---------------- | --------------- | --------- |
| Médaille d'or, Jeux olympiques      | Saya Sakakibara  | Australie       | 34 s 231  |
| Médaille d'argent, Jeux olympiques  | Manon Veenstra   | Pays-Bas        | + 0 s 723 |
| Médaille de bronze, Jeux olympiques | Zoé Claessens    | Suisse          | + 0 s 829 |
| 4                                   | Laura Smulders   | Pays-Bas        | + 1 s 514 |
| 5                                   | Molly Simpson    | Canada          | + 1 s 602 |
| 6                                   | Alise Willoughby | États-Unis      | + 1 s 940 |
| 7                                   | Axelle Étienne   | France          | + 2 s 042 |
| 8                                   | Beth Shriever    | Grande-Bretagne | + 2 s 265 |